# Lâm Thao
Lâm Thao est une commune située dans la province de Bắc Ninh, au Vietnam.

## Géographie
La commune de Lâm Thao est délimitée géographiquement comme suit :
- À l’est : elle borde les communes de Lương Tài et Trung Chính
- À l’ouest : elle est limitrophe du quartier de Trạm Lộ
- Au sud : elle est voisine des communes de Cẩm Giàng et Cẩm Giang, relevant de la ville de Hải Phòng
- Au nord : elle est bordée par la commune de Gia Bình

La commune de Lâm Thao couvre une superficie de 26,26 km² et compte une population de 32 432 habitants, soit une densité de 1 235 habitants/km².

## Fusion de trois communes en la commune de Lâm Thao
Le 16 juin 2025, le Comité permanent de l’Assemblée nationale a adopté la Résolution n° 1658/NQ-UBTVQH15 concernant la réorganisation des unités administratives de niveau communal de la province de Bắc Ninh pour l’année 2025.
Selon cette résolution, l’ensemble du territoire et de la population des communes de Bình Định, Quảng Phú et Lâm Thao a été fusionné pour former une nouvelle commune, qui porte désormais le nom de Lâm Thao.

## Personnalités liées à la commune
- Vũ Miên : reçut le titre de Tiến sĩ (docteur d’État) à l’âge de 30 ans après avoir été premier au concours régional (Hội nguyên). Il occupa la fonction de Nhập thị hành Tham tụng (équivalent de Premier ministre), tout en étant Directeur de l’Institut impérial d’Histoire (Quốc sử quán Tổng tài) et Recteur de l’Académie nationale (Quốc tử giám Tế tửu).
- Vũ Trinh : premier lauréat (Giải nguyên) du concours provincial à 16 ans, il devint Vice-ministre d’État (Tham tri Chính sự) sous le règne de l’empereur Chiêu Thống. Sous Gia Long, il fut deux fois chef de mission diplomatique vers Yên Kinh (ancien nom de Pékin) et vice-président de jury lors des concours provinciaux (khoa thi Hương). Il fut aussi Vice-ministre du ministère de la Justice (Hình bộ hữu Tham tri) et co-auteur du Code juridique impérial des Nguyễn. Il a également apporté d’importantes contributions à l’art du Chèo (théâtre populaire traditionnel).
- Vũ Chu (ou Vũ Giác) : reçu Phó bảng (second rang des concours doctoraux) à l’âge de 23 ans, il fut nommé Gouverneur civil de la province de Thái Nguyên[2] (Bố chánh Thái Nguyên), avec de nombreuses contributions à l’insurrection de Bãi Sậy contre la colonisation.
- Thích Trúc Thái Minh, moine de l'école Trúc Lâm, a grandement contribué au bouddhisme de la province de Quảng Ninh ainsi qu'au bouddhisme vietnamien[3].
- Vũ Tú : major de promotion[4] (University Valedictorian) diplômé en physique, devenu sculpteur reconnu, surnommé "la fleur de lauréat"[5] dans le milieu de la sculpture et considéré comme un Zhuangyuan (modèle d’excellence) dans le monde de l’art contemporain. A apporté de nombreuses contributions aux ouvrages architecturaux et paysagers[6].